# Les Orphelins de la tour
 (avril 2018).
Si vous disposez d'ouvrages ou d'articles de référence ou si vous connaissez des sites web de qualité traitant du thème abordé ici, merci de compléter l'article en donnant les références utiles à sa vérifiabilité et en les liant à la section « Notes et références ».
Les Orphelins de la tour est une série de bande dessinée française de science-fiction. 
- Scénario : Julien Blondel
- Dessins : Thomas Allart
- Couleurs : Citromax

## Albums
- Tome 1 : Théo (2007)
- Tome 2 : Alice (2009)

## Publication

### Éditeurs
- Delcourt (Collection Neopolis) : Tome 1 (première édition du tome 1).